# Gestation

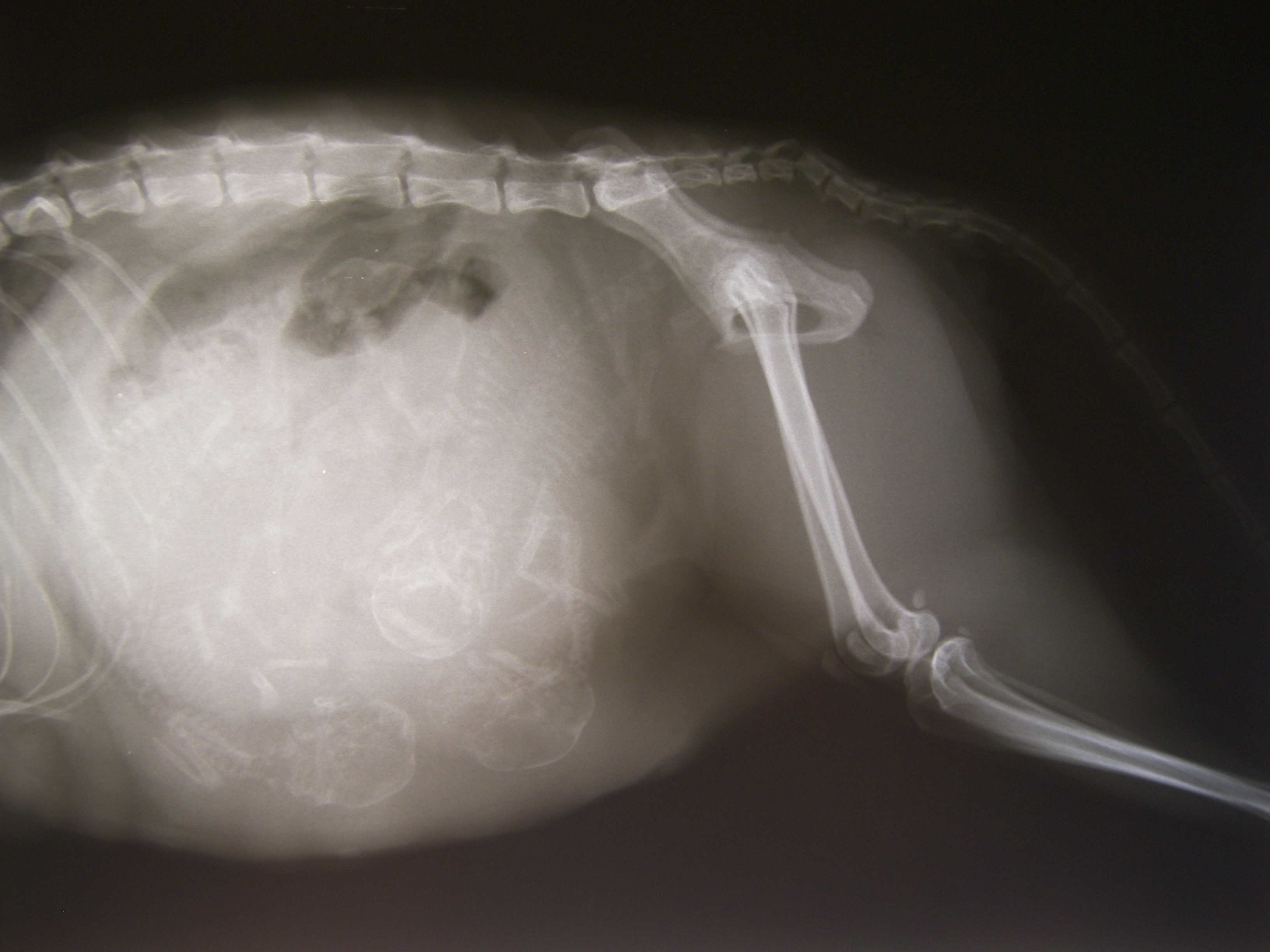
Radiographie de gestation de l'arrière-train d'une chienne gravide.

La gestation (ou, pour une femme, la grossesse) est un phénomène physiologique lié à la reproduction chez les femelles des animaux vivipares (exception faites des Syngnathidae chez qui c'est le mâle qui pratique la gestation). C'est une période pendant laquelle la progéniture se développe à l'intérieur du corps de la future mère dans une matrice spécialisée (ex : utérus), débutant avec la nidation de l'œuf et destinée à se terminer avec la parturition (mise-bas ou accouchement). La différence majeure d'avec l'incubation ovovivipare tient à la matrotrophie in utero.
Populairement, la gestation correspond au temps qui s’écoule entre la fécondation et la naissance. Certaines espèces sont cependant capables de moduler cette durée (ex : diapause chez le kangourou) — durée par ailleurs très variable selon les espèces (et même selon les individus au sein d'une même espèce. Une femelle portant une progéniture en gestation est dite gravide, enceinte ou gestante (pour la femme, on parle plus de grossesse que de gestation, et de femme enceinte). Par ailleurs, des études sont menées concernant le développement extra-utérin d'embryons de Mammifères.

## Taxons concernés

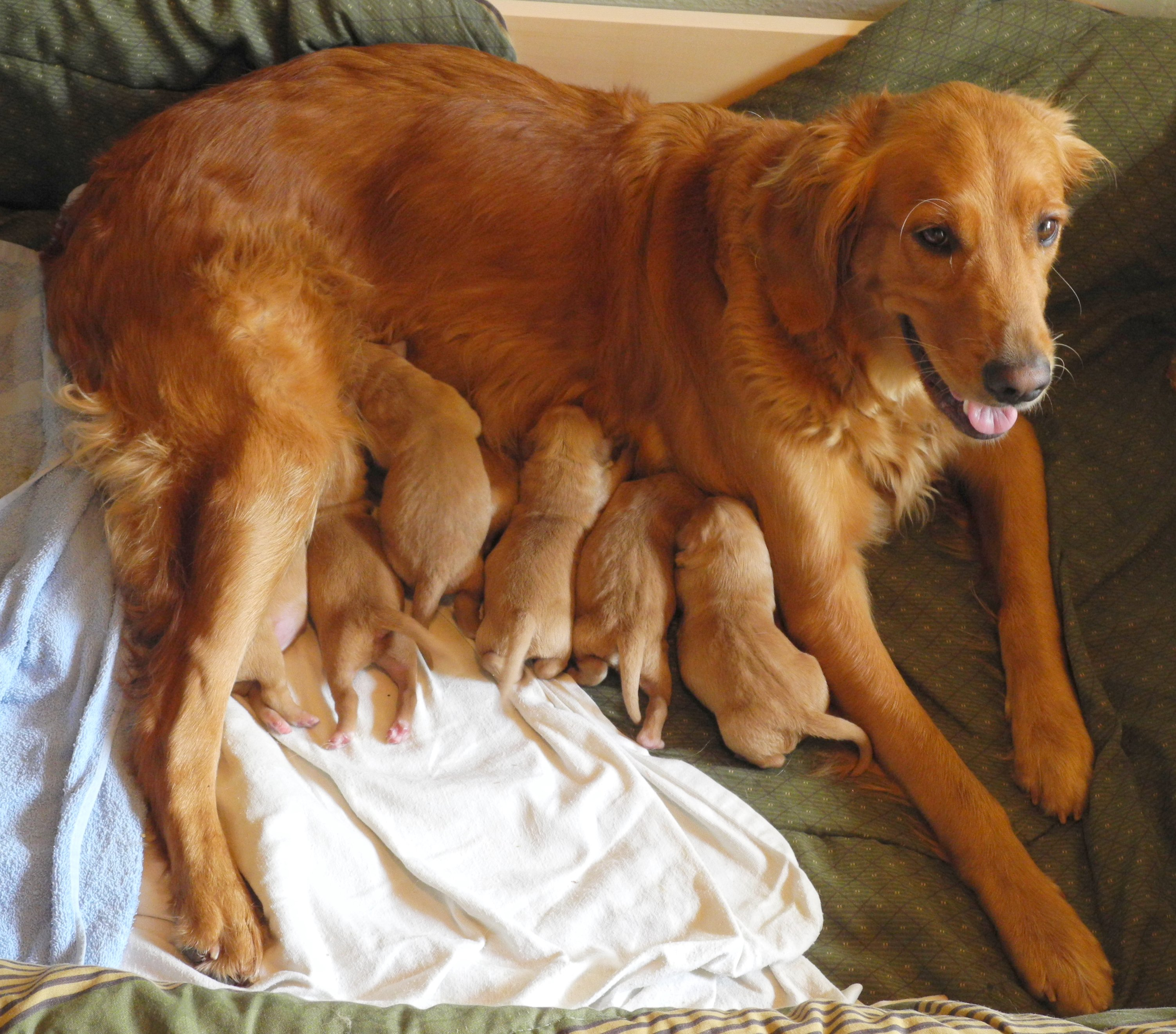
Chienne Golden retriever, gravide pendant 62j jusqu'à parturition, et sa portée de 6 chiots.

La viviparité s'est développée de façon homoplasique au sein de plusieurs lignées très différentes, des chondrichthyens aux mammifères en passant par les lépidosauriens,, sans oublier les invertébrés (ex : Diploptera punctata). De ce fait la gestation est un phénomène multiforme.

### Mammifères
Presque tous les mammifères ont une phase de gestation, mis à part les protothériens (Prototheria) qui sont ovipares.
Les mammifères qui effectuent la gestation forment la sous-classe des Thériens (Theria). Il s'agit de gestations placentaires, subdivisées comme suit :
- les thériens
  - les euthériens, parmi lesquels seuls les placentaires ont survécu jusqu'à nos jours, avec une placentation hémochoriale tout au long du développement, donc une placentotrophie compète ;
  - les métathériens (marsupiaux), avec[7] :
    - une placentation chorioallantoïque chez les péramélidés ;
    - une placentation choriovitelline chez tous les autres marsupiaux.

#### Durée de gestation approximative chez quelques mammifères
Liste par durée croissante :
- Opossum commun : 2 semaines (et 60-70 jours de marsupium)
- Hamster doré : 16 jours (2 semaines et 2 jours)
- Souris : 19 à 21 jours (3 semaines)
- Rate : 21 à 24 jours (3 semaines)
- Lapine : 31 jours  (1 mois)
- Marmotte :  1 mois
- Kangourou roux : 30 à 40 jours (et 7 mois de marsupium)
- Belette : 35 jours (5 semaines)
- Koala : 35 jours (et 6-7 mois de marsupium)
- Furette : 42 jours (6 semaines)
- Renarde : 7 à 8 semaines
- Chienne : 59 à 63 jours (9 semaines)
- Louve (Loup) : 61 à 63 jours (2 mois)
- Chatte : 63 à 65 jours (9 semaines)
- Cochon d'Inde : 72 jours (10 semaines)
- Castor : Un peu plus de 100 jours
- Léoparde : 13 à 15 semaines
- Tigresse : 105 jours (15 semaines)
- Chinchilla : 113 jours en moyenne
- Laie (Sanglier) : 115 jours (3 mois, 3 semaines et 3 jours)
- Truie (Porc) : 115 jours (3 mois, 3 semaines et 3 jours)
- Lionne : 4 mois
- Brebis (Mouton) : 150 jours (5 mois)
- Chèvre : 150 jours (5 mois)
- Ourse blanche (Ourse polaire) :  5 mois
- Étagne (Bouquetin) : 168 jours (24 semaines)
- Chèvre (Chamois) : 170 jours  (5 mois et 20 jours)
- Ourse noire :  6-7 mois
- Gorille : 250 à 270 jours (8 mois)
- Bisonne : 9 mois
- Biche (Cerf) : 9 mois
- Humaine : 273 jours (9 mois)
- Vache (Taureau) : 280 jours (9 mois et 7 jours)
- Chevrette (Chevreuil) : 280 jours (9 mois et 7 jours)
- Phoque :  9,5 à 11 mois
- Jument (Cheval) : 336 jours (11 mois)
- Baleine bleue : 336 jours (11 mois)
- Lama : 11 à 13 mois
- Ânesse : 365 jours (1 an)
- Grand dauphin : 365 jours (1 an)
- Zèbre : 1 an
- Girafe : 427 à 457 jours (15 mois)
- Morse :  460 jours (15 à 16 mois)
- Orque :  547 à 550 jours (18 mois)
- Éléphante : 600 à 660 jours (20 à 22 mois)

### Lépidosauriens
Quelques exemples concernés, :
- Acontias gariepensis
- Bradypodion damaranum
- Bradypodion dracomontanum
- Bradypodion gutturale
- Bradypodion kentanicum
- Bradypodion melanocephalum
- Bradypodion nemorale
- Bradypodion occidentale
- Bradypodion pumilum
- Bradypodion setaroi
- Bradypodion taeniabronchum
- Bradypodion thamnobates
- Bradypodion transvaalense
- Corucia zebrata
- Scinque rugueux
- Trioceros bitaeniatus
- Trioceros ellioti
- Trioceros hoehnelii
- Trioceros jacksonii
- Trioceros rudis

### Chondrichthyens
- Requin-lézard : jusqu'à 3 ans et demi (42 mois).

### Syngnathidés
Chez les syngnathidés, c'est le mâle qui effectue la gestation. La femelle pond ses œufs dans la poche abdominale du futur père (grâce à un organe femelle appelé ovipositeur) où ils seront fécondés avant nidification sur la muqueuse. Surprenamment, cette forme de placentation est le fait du père (ce sont les tissus paternels qui croissent jusqu'à inclusion complète des œufs) et non de l'embryon comme chez d'autres vertébrés.

### Arthropodes
- Scorpions

## Mécanismes
Plusieurs déroulements type sont possibles :
- fécondation → nidification → placentation → naissance
- « nidification » → fécondation → placentation → naissance
- fécondation → nidification → nourrissage → naissance

Le nourrissage peut s'effectuer de différentes manières (cf. matrotrophie).

## Complications
La gestation est un état physiologique qui peut se compliquer par divers facteurs :
- maladies infectieuses ;
- troubles physiologiques liés à la gestation (ex : diabète gestationnel)
- problèmes physiologiques inhérents à l'état de santé de la mère (ex : paraplégie) ;
- traumas variées…

L'issue d'une gestation compliquée peut :
- se solder par une fausse couche ;
- provoquer des troubles de santé pour la progéniture à naître, parfois fatals ;
- éventuellement de graves complications pour la mère (ex : grossesse extra-utérine).